# Kostschool

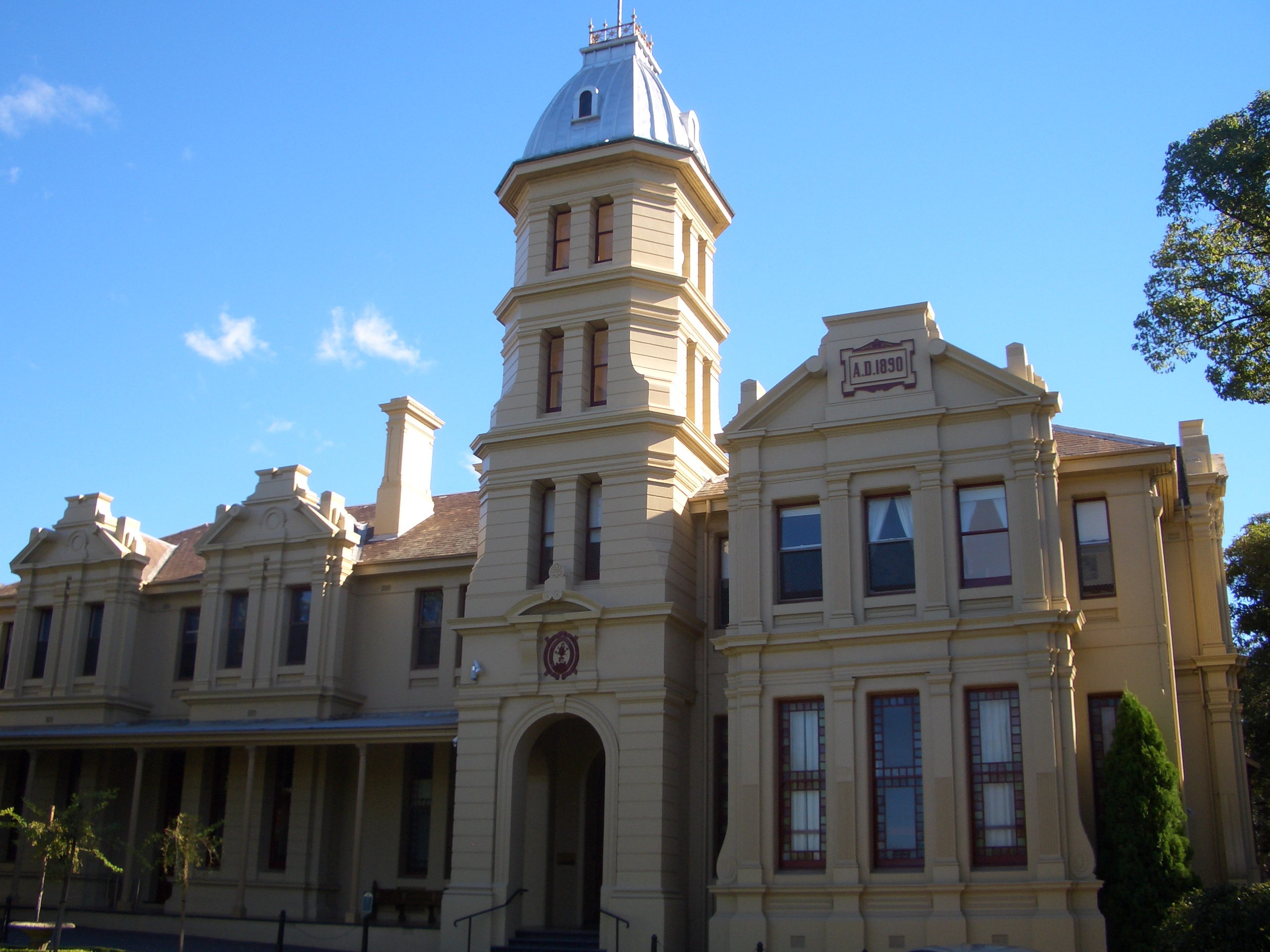
Het Presbyterian Ladies College in Sydney

Een kostschool is een onderwijsinstelling waar de leerlingen of studenten niet alleen onderwijs volgen, maar ook kost en inwoning genieten. Onderdeel van een kostschool is onlosmakelijk een school. Een internaat of pensionaat is een instituut waar jongeren gehuisvest zijn, die voor kortere of langere tijd buiten het gezin wonen. Bij een aantal internaten of pensionaten is geen school aanwezig; de pupillen gaan in de omgeving naar school.
Oorspronkelijk had een kostschool alleen leerlingen die er ook woonden. Deze leerlingen werden internen genoemd. Op veel van die scholen mochten nadien ook andere leerlingen (externen) school lopen.
Twee zeer bekende kostscholen zijn Rugby School en Eton College.

## Indeling
Een klassieke kostschool beschikt over veel verschillende ruimtes voor de verschillende activiteiten, die door de begeleiders worden bepaald. Deze activiteiten hebben een vooraf bepaalde structuur en tijdstip waarop ze plaatsvinden. De programma's moeten strikt worden gevolgd. Tot de ruimten in een kostschool behoren de slaapzaal, de eetzaal en een studiezaal. De meeste kostscholen hebben een speelplaats en organiseren activiteiten voor de studenten. Tegenwoordig worden de programma's opgesplitst naar leeftijd en krijgt elke leeftijdsgroep eigen verantwoordelijkheden.

## Typen kostscholen
Kostscholen zijn een vorm van woonschoolsysteem, maar niet alle woonscholen zijn 'klassieke' kostscholen. 
Andere vormen van woonscholen zijn:
- scholen voor leerlingen met een beperking of speciale behoefte (bijvoorbeeld voor leerlingen die blind zijn, medisch-pedagogische instituten en voor leerlingen met een verstandelijke beperking);
- Russische internaten die tijdens de collectivisatie opgezet werden in speciale gecentraliseerde plaatsen in afgelegen gebieden voor kinderen van bijvoorbeeld rondtrekkende inheemse rendierhouders, die hierdoor vaak het contact met hun inheemse culturen en gebruiken kwijtraakten;
- Israëlische kibboetsen, waar de kinderen in een commune worden opgeleid, maar ook dagelijks (op gespecificeerde tijden) contact met hun ouders hebben;
- schippersinternaten voor kinderen van schippers in Nederland en België, bijvoorbeeld in Dordrecht, Maasmechelen, Nieuwegein, Rotterdam en Terneuzen.
- Rooms-Katholieke scholen waren tot het midden van de twintigste eeuw vaak verbonden aan een kloosterorde en bestonden uit drie onderdelen: een school, een internaat of pensionaat en een klooster voor de geestelijken die er lesgaven en het internaat beheerden. De school was er veelal niet alleen voor de internaatspupillen maar ook voor externen. Tevens bestonden en bestaan er internaten die opleiden tot geestelijke binnen een kerk, zoals (groot-)seminaries, kleinseminaries en juvenaten.

In Vlaanderen is er een trend om internaat en school meer en meer los te koppelen. Op een internaat verblijven dan leerlingen die op verschillende scholen in de buurt onderwijs volgen. De avondactiviteiten zoals eten, studeren, ontspannen, brengen ze dan wel nog samen in het internaat door, evenals het overnachten. Daarom is de term internaat er gebruikelijker: het accent ligt op de opvoedings- en verblijfsfunctie, minder op de onderwijsfunctie. De term kostschool duidt dan meer op een internaat met eigen school voor alle inwonende leerlingen. Verder vindt men het woord kostschool voornamelijk in vertalingen van Engelse literatuur.